# Diecezja Jundiaí
Diecezja Jundiaí (łac. Dioecesis Iundiaiensis) – diecezja Kościoła rzymskokatolickiego w Brazylii. Należy do metropolii Sorocaba wchodzi w skład regionu kościelnego Sul 1. Została erygowana przez papieża Pawła VI bullą Quantum conferant w dniu 7 listopada 1966.